# Liste des stades de baseball du New Jersey

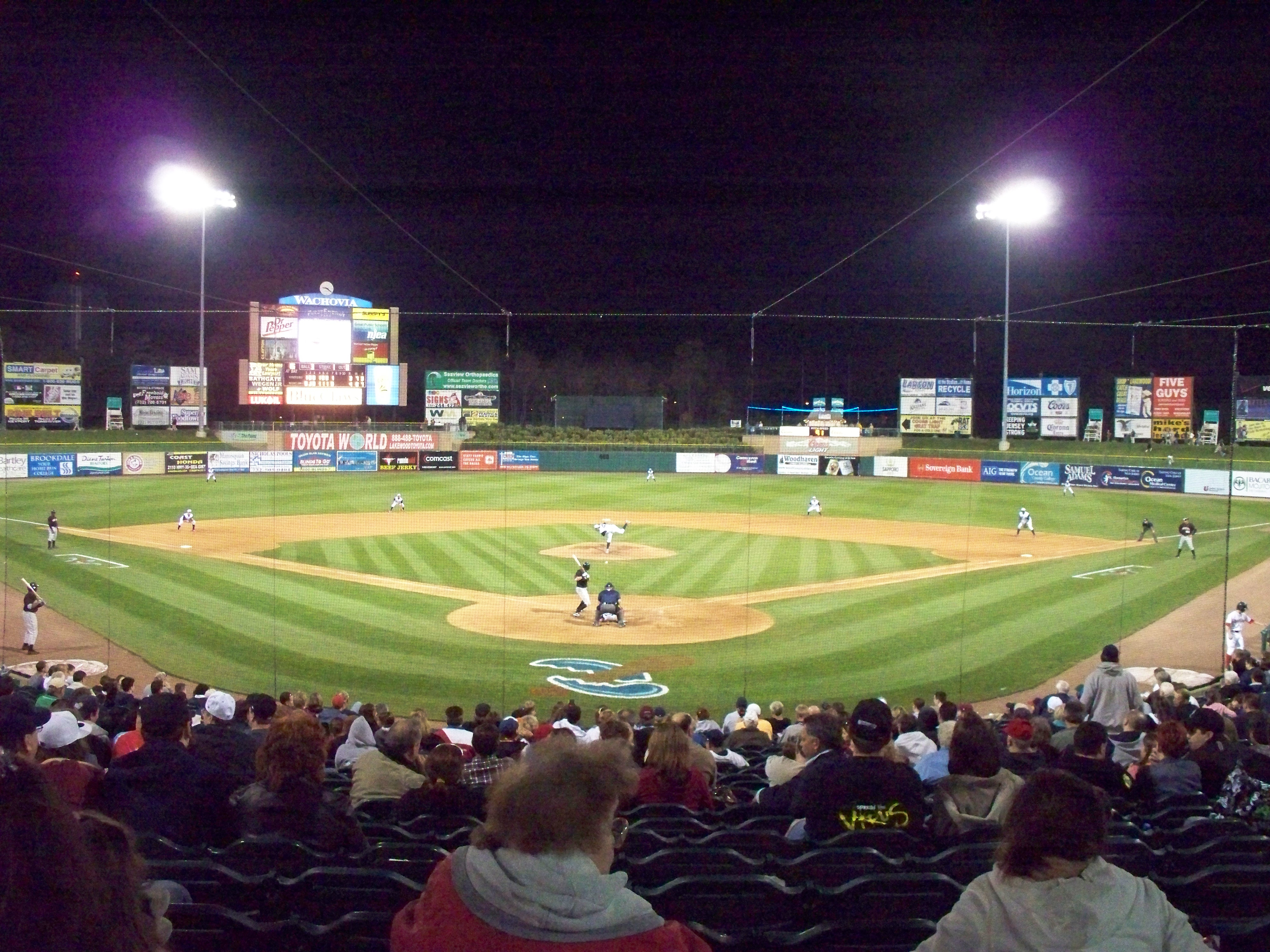
Le, situé à Lakewood, est, avec une capacité de 8000 spectateurs, le stade de baseball de plus grande capacité de l'État du New Jersey.

La liste des stades de baseball du New Jersey recense l'ensemble des stades de baseball des ligues majeures, ligues mineures et ligues indépendantes situés dans l'État du New Jersey, aux États-Unis.
Le New Jersey compte six stades de baseball en ligue mineure et indépendante sur son territoire, et aucun stade d'un club de ligue majeure. Trois de ces stades hébergent des clubs de ligue mineure, tandis que les trois autres sont le domicile de clubs de baseball indépendant, soit non affilié à des franchises de ligue majeure de baseball.
Le stade de plus grande capacité de l'État du New Jersey est le FirstEnergy Park (en), d'une capacité de 8 000 places. Construit en 2001, il est le domicile des BlueClaws de Lakewood, club de ligue mineure, de niveau A, évoluant en South Atlantic League. Le plus ancien stade encore en activité est le Arm & Hammer Park, anciennement Mercer County Waterfront Park, inauguré le 9 mai 1994. Il est le domicile du Thunder de Trenton, club de niveau double-A, affilié aux Yankees de New York et évoluant en Ligue Eastern. Le Campbell's Field (en), domicile des Riversharks de Camden, a été nommé stade de baseball de l'année 2003 par le site Digitalballparks du fait de sa vue, sur le Delaware, considérée comme unique.
Si aucune franchise évoluant en ligue majeure de baseball n'est basée dans le New Jersey, celui-ci a pourtant brièvement accueilli, en 1915, les Peppers de Newark, une franchise de baseball majeur de l'éphémère Ligue fédérale ; son stade, détruit par un incendie en 1923, était le Harrison Park, situé à Harrison, d'une capacité de 20 000 places. Le Roosevelt Stadium de Jersey City, d'une capacité de 24 000 places, a également accueilli durant les années 1956 et 1957 des matches des ligues majeures de baseball.

## Stades

### Occupés par un club professionnel
Cette liste a été composée en croisant les données de l'office de tourisme du New Jersey et celles du répertoire de stade de baseball en ligne Digitalballparks.com,. Elle recense l'ensemble des stades de baseball du New Jersey occupés par une équipe de baseball professionnelle.
| Nom                               | Club                           | Ligue        | Localité     | Capacité | Année | Coordonnées                  |
| --------------------------------- | ------------------------------ | ------------ | ------------ | -------- | ----- | ---------------------------- |
| FirstEnergy Park (en)             | BlueClaws de Lakewood          | mineure      | Lakewood     | 8000     | 2001  | 40° 04′ 31″ N, 74° 11′ 12″ O |
| Campbell's Field (en)             | Riversharks de Camden          | mineure      | Camden       | 6425     | 2001  | 39° 57′ 01″ N, 75° 07′ 40″ O |
| Arm & Hammer Park                 | Thunder de Trenton             | mineure      | Trenton      | 6341     | 1994  | 40° 12′ 12″ N, 74° 45′ 39″ O |
| TD Bank Ballpark (en)             | Patriots de Somerset           | indépendante | Bridgewater  | 6100     | 1999  | 40° 33′ 38″ N, 74° 33′ 11″ O |
| Bears & Eagles Riverfront Stadium | Bears de Newark                | indépendante | Newark       | 6200     | 1999  | 40° 44′ 45″ N, 74° 10′ 06″ O |
| Yogi Berra Stadium                | Jackals du New Jersey          | indépendante | Little Falls | 5000     | 1998  | 40° 52′ 07″ N, 74° 11′ 43″ O |
| Skylands Stadium (en)             | Miners du comté de Sussex (en) | indépendante | Augusta      | 4200     | 1994  | 41° 07′ 33″ N, 74° 42′ 36″ O |

### Anciennement occupés par un club professionnel
| Nom                         | Club                      | Ligue        | Localité      | Capacité | Année | Coordonnées                  |
| --------------------------- | ------------------------- | ------------ | ------------- | -------- | ----- | ---------------------------- |
| Hinchliffe Stadium          | Black Yankees de New York | noire        | Paterson      | 10000    | 1932  | 40° 54′ 53″ N, 74° 09′ 46″ O |
| Bernie Robbins Stadium (en) | Surf d'Atlantic City      | indépendante | Atlantic City | 5500     | 1998  | 39° 21′ 32″ N, 74° 27′ 33″ O |
| DeLazier Memorial Field     | Troopers de Bloomingdale  | mineure      | Bloomingdale  | -        | 1940  | 41° 00′ 18″ N, 74° 19′ 29″ O |

### Détruits
| Nom               | Club                  | Ligue     | Localité      | Capacité | Construction | Destruction | Coordonnées                  |
| ----------------- | --------------------- | --------- | ------------- | -------- | ------------ | ----------- | ---------------------------- |
| Roosevelt Stadium | Giants de Jersey City | mineure   | Jersey City   | 24500    | 1936         | 1985        | 40° 42′ 23″ N, 74° 06′ 18″ O |
| Harrison Park     | Peppers de Newark     | majeure   | Harrison      | 21000    | 1915         | 1923        | 40° 44′ 24″ N, 74° 09′ 29″ O |
| Ruppert Stadium   | Bears de Newark       | mineure   | Newark        | 19000    | 1926         | 1967        | 40° 43′ 11″ N, 74° 08′ 48″ O |
| Bader Field       | Yankees de New York   | printemps | Atlantic City | -        | -            | 1998        | 39° 21′ 30″ N, 74° 27′ 32″ O |